# リセット (2010年の映画)
『リセット』（原題: Vanishing on 7th Street）は、2010年のアメリカのホラー映画。

## ストーリー
映写技師としてデトロイトのシネコンに勤めるポールはある日突然の停電に見舞われる。停電の直前には人でにぎわっていたはずのロビーは閑散としており、床には衣服や靴が散乱していた。
同じころ、理学療法士のローズマリーが働く病院でも同じことが起きており、TVレポーターのルークも無人と化した街に愕然となる。
それから72時間を過ぎても電気は復旧せず、それどころか日照時間が減少していった。ルークは、非常用発電機で明かりをともしているバーにたどり着き、母を待つ少年ジェームスと出会う。そこへ幼いわが子を探しに来たローズマリーが来る。
不意に人の声が聞こえたため外に出たローズマリーらは、頭から血を流し、何かにおびえるポールを発見する。彼の話によるとあの停電の直後、何者かによってさらわれ、その場所に置き去りにされたという。さらに彼は16世紀末にノースカロライナのロアノーク島に築かれた植民地で「CROATOAN」（クロアトアン）という謎の言葉を残して全住民が消息を絶った事件を語り始める。
発電機の燃料は刻一刻と少なくなり、ポールの容体も悪化していく中、ローズマリーらは生存者がいると思われるシカゴへ向かうことにした。

## キャスト
| 役名         | 俳優                     | 日本語吹替 |
| ------------ | ------------------------ | ---------- |
| ルーク       | ヘイデン・クリステンセン | 浪川大輔   |
| ローズマリー | タンディ・ニュートン     | 東條加那子 |
| ポール       | ジョン・レグイザモ       | 樫井笙人   |
| ジェームズ   | ジェイコブ・ラティモア   | 野沢雅子   |
| ブリアナ     | テイラー・グルーサイス   | 新倉芽以   |